# Punta Catalina
La punta Catalina es un accidente geográfico chileno ubicado en la ribera sur de la entrada Atlántica del Estrecho de Magallanes, al sur de la Patagonia chilena, en la región austral de América del Sur. Se sitúa en el extremo septentrional de una península situada en el sector norte de la isla Grande de Tierra del Fuego, perteneciente a la comuna Primavera de la provincia de Tierra del Fuego, en la Región de Magallanes y de la Antártica Chilena. 

## Descripción geográfica
La punta Catalina es un promontorio que penetra en las aguas del Estrecho de Magallanes, un paso interoceánico del océano Pacífico (de acuerdo a la clasificación de la Organización Hidrográfica Internacional), en el sector oriental del mismo, próximo a su boca atlántica. Posee costas bajas, arenosas y limosas, con abundantes guijarros, limitadas por barrancos. Cierra por el este el saco llamado bahía Lomas; desprendiéndose hacia dicha bahía una isla distante 400 metros desde el ápice de la punta, la cual cuenta con igual longitud mayor.
Este cabo es el extremo noroccidental de un cordón litoral de altas barrancas que dibuja una línea costera rectilínea que remata —ya en el lado argentino— en la punta de Arenas, extremo austral de la península El Páramo ya en aguas atlánticas. 
Se encuentra localizada en las coordenadas: 52°32′35.72″S 68°46′31.74″O / -52.5432556, -68.7754833.  
Geológicamente su estructura está compuesta por depósitos marinos generados durante el último periodo glacial en el tramo final del Período Cuaternario el cual concluyó a comienzos del Holoceno. 
Su subsuelo es parte de una cuenca petrolífera y gasífera, la que históricamente fue explotada por el «yacimiento petrolífero Catalina».
Características climáticas y oceanográficas
Es una zona de las más ventosas del planeta, con vientos fuertes que soplan durante todo el año, más aún durante la primavera, principalmente del cuadrante oeste y sudoeste, pudiendo superar los 30 m/s, los que generan olas de rompiente de 3,56 m de altura. 
La altura de las mareas es destacada en el área, llegando las constituyentes semidiurnas (en particular la M2) a 3,5 m de amplitud.
El clima es semiárido, con una temperatura media anual de unos 5,5 °C, las precipitaciones anuales (uniformemente distribuidas) rondan los 300 mm, siendo las invernales en forma de nieve. En la clasificación de Papadakis se lo incluye en el clima estépico de «pradera patagónica», muy favorable para la producción de pasto y para la ganadería ovina.
Características biológicas
El área al occidente de esta punta (la bahía Lomas) fue designada en 2004 sitio Ramsar como humedal de importancia internacional con el nombre de "Humedal Bahía Lomas". En febrero de 2009 la misma bahía fue designada como «sitio hemisférico» en la red hemisférica de reservas para aves playeras.
Durante la bajamar quedan expuestas dos veces por día miles de hectáreas de limos de su lecho marino lo que, además de atraer a numerosas especies de aves marinas costeras (como el chorlito de doble collar y el chorlo de Magallanes), permite que sirva como estación final de descanso y alimentación en el verano austral para las enormes migraciones que llegan allí todos los años de aves limícolas neárticas, como son los chorlos y playeros de las familias escolopácidos y carádridos, destacando los porcentajes poblacionales del playero rojizo (Calidris canutus), de la becasa de mar (Limosa haemastica), del playerito lomo blanco (Calidris fuscicollis), e importantes números de las poblaciones americanas del playero blanco (Calidris alba), del playero trinador (Numenius phaeopus), del vuelvepiedras (Arenaria interpres), etc.  
Los varamientos de cetáceos son frecuentes dado el acusado descenso de la marea.
Fitogeográficamente se encuentra en la región de las estepas magallánicas del sector norte de la isla Grande, pertenecientes al distrito fitogeográfico patagónico fueguino de la provincia fitogeográfica patagónica.
Ecorregionalmente pertenece a la ecorregión terrestre pastizales patagónicos, mientras que sus aguas oceánicas se incluyen en la ecorregión marina plataforma patagónica.

## Primitivos habitantes
Los originales pobladores del área de punta Catalina eran amerindios de la etnia selknam, los que fueron exterminados a principios del siglo XX. En la zona explotaba especialmente los recursos faunísticos marinos. En la punta misma se encuentra el sitio arqueológico "Punta Catalina 3" , el cual fue fechado con una antigüedad de 2300 años AP.

## Acceso
Se accede desde la carretera 257 por la carretera Y-685 que parte hacia el oriente y luego al norte y noroeste, la que luego de costear la playa Catalina concluye en la misma punta. En el trayecto se cruzan grandes fundos dedicados a la ovinocultura, las que pacen en coironales de pampas y suaves lomajes con hondonadas, lagunas, vegas, salpicado además con muestras del paisaje típico de las áreas petrolíferas: poliductos contorneando los caminos, hornos calentadores, baterías, torres de perforación, etc., si bien las de la región, luego de décadas de explotación, ya se encuentran en fase de agotamiento.